# الدوري الإسباني الدرجة الثانية 1952–53
دوري الدرجة الثانية الإسباني 1952–53 (بالإسبانية: Segunda División de España 1952-53)‏ هو موسم من دوري الدرجة الثانية الإسباني. فاز فيه أوساسونا.